# Law & Order (10.ª temporada)
A décima temporada da série americana Law & Order foi exibida do dia 22 de setembro de 1999 até o dia 24 de maio de 2000. Transmitida pelo canal NBC, a temporada teve 24 episódios.

## Episódios
A denominação #T corresponde ao número do episódio na temporada e a #S corresponde ao número do episódio ao total na série

## Elenco

### Law
- Jerry Orbach - Detetive Lennie Briscoe
- Jesse L. Martin - Detetive Ed Green
- S. Epatha Merkerson - Tenente Anita Van Buren

### Order
- Sam Waterston - Jack McCoy
- Angie Harmon - Abbie Carmichael
- Steven Hill - Adam Schiff